# Nails
A Nails (jelentése: "körmök" vagy "szögek") egy grindcore/crust punk zenekar a kaliforniai Oxnardból. 2009-ben alakultak meg. Todd Jones gitáros alapította, aki korábban a Terror együttesben zenélt. Jelenleg a Nuclear Blast kiadó égisze alatt jelennek meg az együttes lemezei, de korábban a Southern Lord, Streetcleaner, Six Feet Under kiadók dobták piacra az albumokat. Dalaikban jelentős szerepet kap a death metal is. Diszkográfiájuk három nagylemezt és két EP-t tartalmaz.

## Tagok
- Todd Jones - ének, gitár (2009-)
- John Gianelli - basszusgitár (2009-)
- Taylor Young - dobok (2009-)
- Leon del Muerte - gitár (2016-)

## Diszkográfia

### Stúdióalbumok
- Unsilent Death (2010)
- Abandon All Life (2013)
- You Will Never Be One of Us (2016)

### Egyéb kiadványok
- Obscene Humanity EP (bemutatkozó középlemez, 2009, 2012-ben újból kiadták)
- Nails / Full of Hell split (2016)